# Trófea (heraldika)
Névváltozatok: a háboru jelképei (Thaly Kálmán, VU 1867/18. 216.), hadi trófea
de: Armatur, cs: trofeje

Rövidítések:

A trófea a címer külső díszei közé tartozó címerképek. Tulajdonképpen antiheraldikus címerdísz. A hanyatló heraldika korában jelentek meg a pajzs alatt a hadi dicsőség kifejezésére, az ellenségtől szerzett hadizsákmány képében. Főképp hadi eszközök tartoznak ide, mint ágyúk, ágyúgolyók, zászlók, lándzsák, dobok, kardok, puskák, sisakok, páncélok, más fegyverek stb., esetleg más jelképes eszközök, mint pl. a bőségszaru, arabeszkszerű díszítések.
Használata főleg a 17. és 18. században terjedt el. Néha nemcsak a pajzs alatt, hanem a pajzs oldalai mentén is ábrázolták. Előképeinek a pajzs mögött már a reneszánsz korában, a 15. századtól megjelenő díszítő eszközök tekinthetők. Lengyelországban a pajzs körüli díszek neve volt az armatúra (vö. Miczkiewicz) Épületek homlokzatán és kandallókon, de emlékérmeken is ábrázolt címereken is gyakori a hadi trófeák ábrázolása. Használatát a heraldikusok ma rossz szokásnak tekintik, mert némileg megterheli a pajzs kompozícióját.

## Kapcsolódó szócikk
- Ágyú (heraldika)